# الباتروس- إل 58
الباتروس- إل 58 (بالإنجليزية: Albatros L 58)‏ هي طائرة ركاب، أحادية السطح وبمحرك واحد. أنتجت في ألمانيا. من صناعة الباتروس للطائرات. كان أول طيران لها في 1923. صنع منها 7 طائرات.